# Tishomingo County
Das Tishomingo County ist ein County im US-amerikanischen Bundesstaat Mississippi. Im Jahr 2020 hatte das County 18.850 Einwohner und eine Bevölkerungsdichte von 17,2 Einwohnern pro Quadratkilometer. Der Verwaltungssitz (County Seat) ist Iuka, das nach einem Häuptling der Chickasaw benannt wurde.

## Geografie
Das County liegt im äußersten Nordosten von Mississippi und grenzt im Norden an Tennessee. Im Osten bildet der Tennessee River einen Teil der Grenze des Countys zu Alabama. Das Tishomingo County hat eine Fläche von 1151 Quadratkilometern, wovon 53 Quadratkilometer Wasserfläche sind. An das Tishomingo County grenzen folgende Nachbarcountys:
| Alcorn County   | Hardin County (Tennessee) | Lauderdale County (Alabama) |
|                 |                           | Colbert County (Alabama)    |
| Prentiss County | Itawamba County           | Franklin County (Alabama)   |

## Geschichte
Das Tishomingo County wurde am 9. Februar 1836 aus Land der Chickasaw gebildet. Benannt wurde es nach einem Häuptling der Chickasaw, einem nordamerikanischen Indianervolk.

## Wirtschaft
Im Nordteil des Countys am Yellow Creek des Pickwick Lake baute ab 1978 die Tennessee Valley Authority ein Atomkraftwerk (Yellow Creek Nuclear Plant). Nachdem 30 % fertiggestellt waren, wurde 1982 der Bau eingestellt. 1988 begann die NASA auf dem Gelände ein Werk für Raketenmotoren zu errichten. Durch Einschnitte im NASA-Budget wurde diese Vorhaben 1992 aufgegeben. In der Folge begann die Regierung von Mississippi und der County auf dem Gelände unter der Bezeichnung „Tri-State Commerce Park“ ein Industriegelände zu entwickeln. Die Erschließung des Geländes erfolgt durch die Tishomingo Railroad (jetzt Mississippi Central Railroad) und einen kleinen Hafen am Tennessee-Tombigbee Waterway.

## Demografische Daten

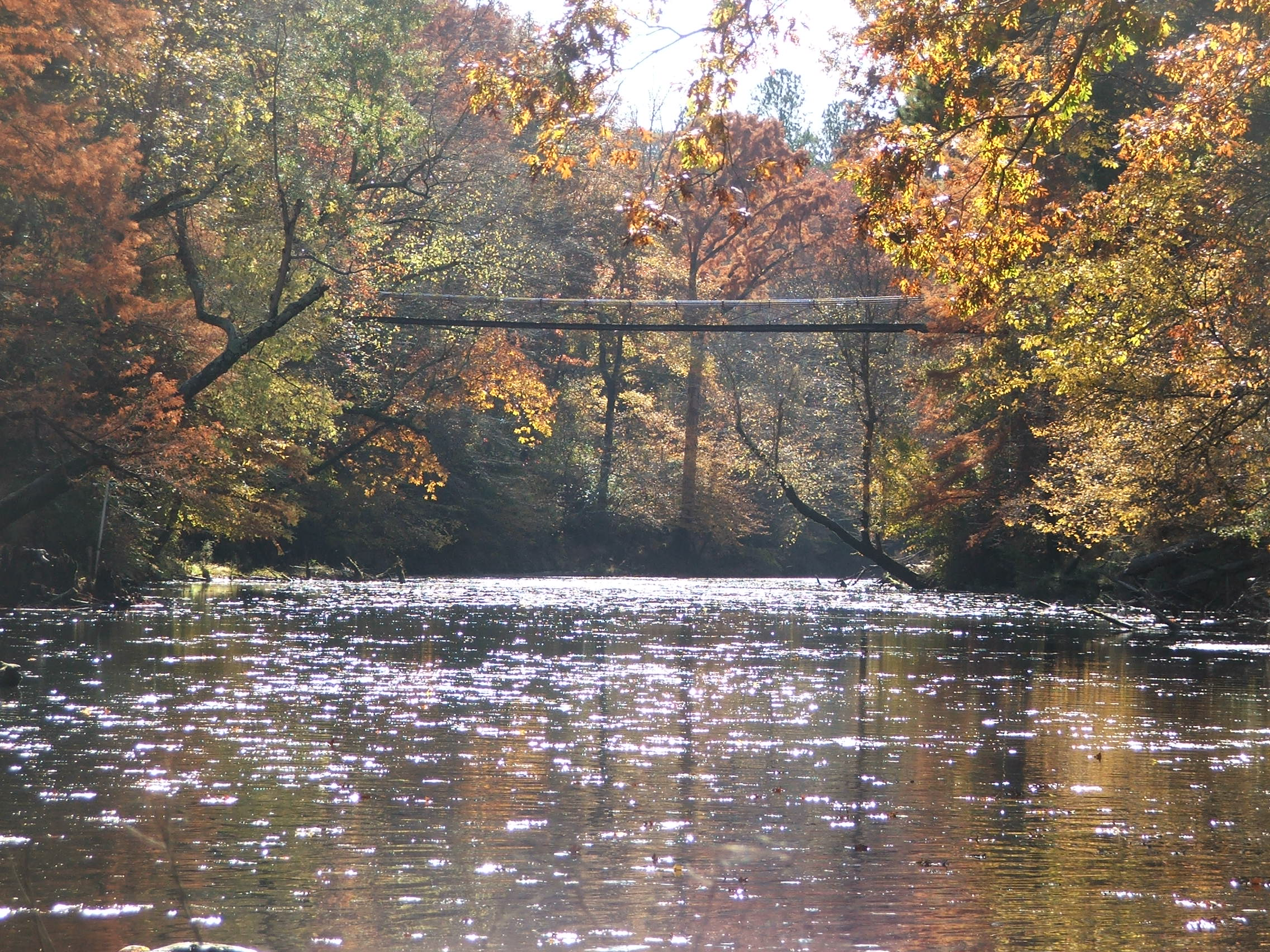
Der Bear Creek im Tishomingo State Park

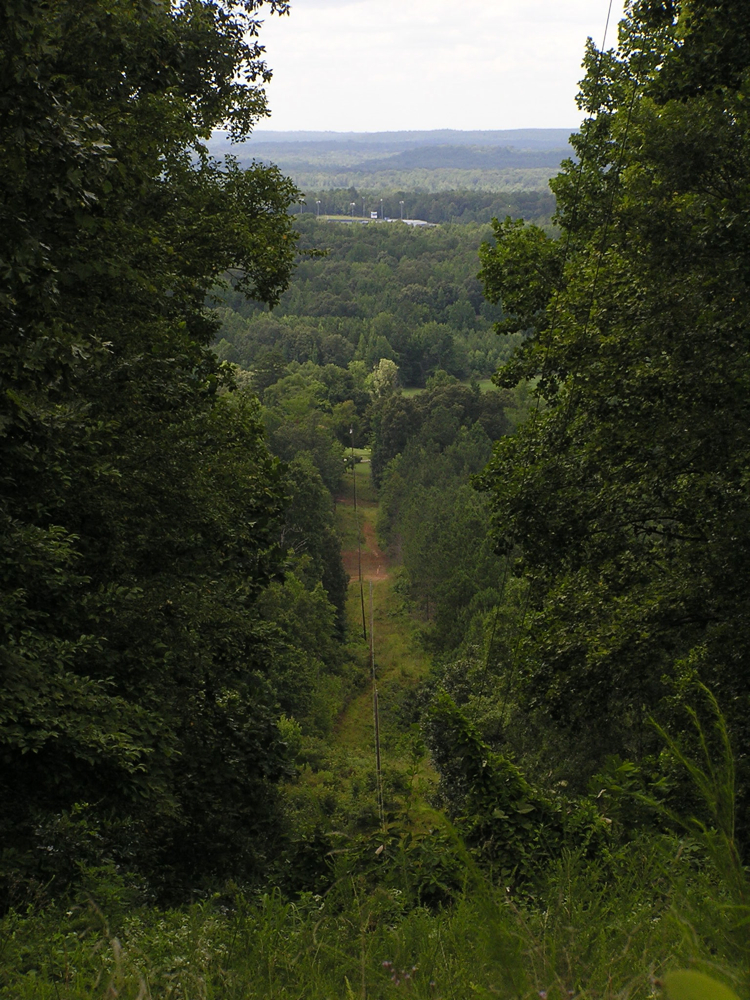
Blick vom Woodall Mountain über das County

Nach der Volkszählung im Jahr 2010 lebten im Tishomingo County 19.593 Menschen in 7709 Haushalten. Die Bevölkerungsdichte betrug 17,8 Einwohner pro Quadratkilometer. In den 7709 Haushalten lebten statistisch je 2,51 Personen.
Ethnisch betrachtet setzte sich die Bevölkerung zusammen aus 95,5 Prozent Weißen, 3,2 Prozent Afroamerikanern, 0,4 Prozent amerikanischen Ureinwohnern, 0,1 Prozent Asiaten sowie aus anderen ethnischen Gruppen; 0,8 Prozent stammten von zwei oder mehr Ethnien ab. Unabhängig von der ethnischen Zugehörigkeit waren 3,0 Prozent der Bevölkerung spanischer oder lateinamerikanischer Abstammung.
22,6 Prozent der Bevölkerung waren unter 18 Jahre alt, 59,1 Prozent waren zwischen 18 und 64 und 18,3 Prozent waren 65 Jahre oder älter. 51,6 Prozent der Bevölkerung war weiblich.

Das jährliche Durchschnittseinkommen eines Haushalts lag bei 30.211 USD. Das Pro-Kopf-Einkommen betrug 17.017 USD. 20,4 Prozent der Einwohner lebten unterhalb der Armutsgrenze.

## Ortschaften im Tishomingo County
City
- Iuka

Towns
- Belmont
- Burnsville
- Tishomingo

Village
- Paden

Unincorporated Communities
| - Bloody Springs - Dennis - Doskie - Eastport | - Golden - Holcut - Leedy - Midway | - Mingo - Moores Mill - Oldham - Pittsburg |

## Gliederung
Das Tishomingo County ist in fünf durchnummerierte Distrikte eingeteilt:
| Distrikt | Einwohner (2010) | FIPS     |
| -------- | ---------------- | -------- |
| 1        | 3945             | 28-90639 |
| 2        | 3930             | 28-91377 |
| 3        | 3850             | 28-92115 |
| 4        | 3872             | 28-92853 |
| 5        | 3996             | 28-93591 |